# Máy bay ném bom chiến lược

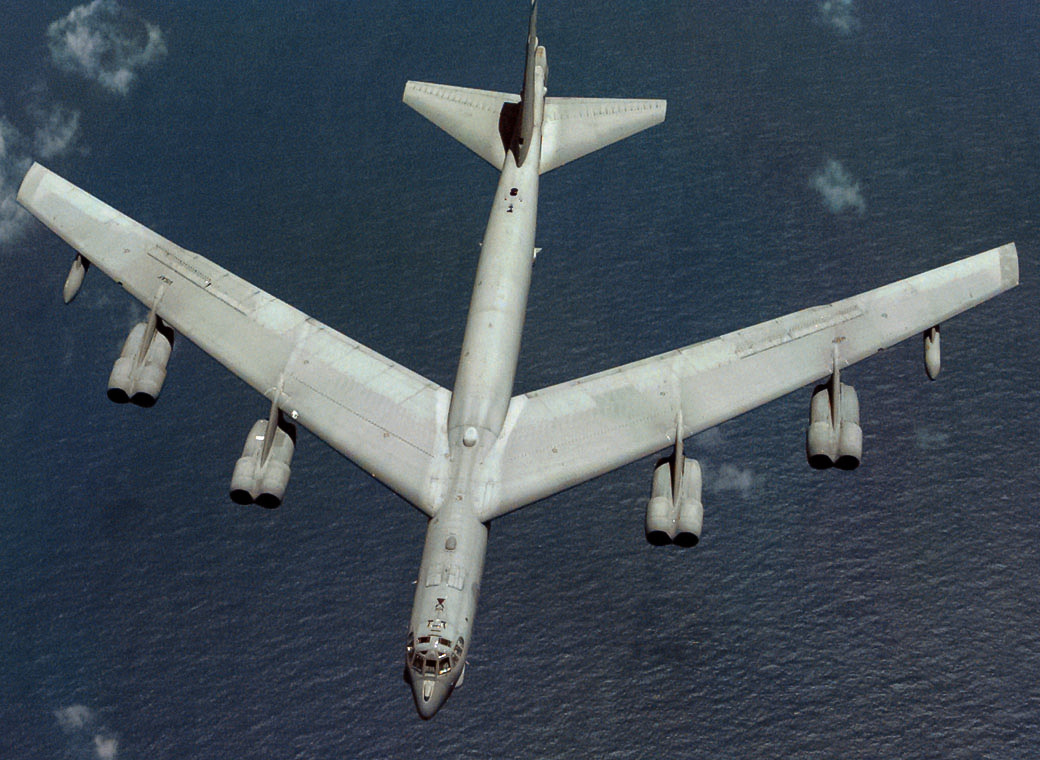
B-52 - máy bay ném bom chiến lược biết đến nhiều nhất

Máy bay ném bom chiến lược là loại máy bay lớn được thiết kế với mục đích thả khối lượng bom lớn xuống mục tiêu ở khoảng cách xa với mục đích làm suy yếu khả năng tiến hành chiến tranh của đối phương. Khác với máy bay ném bom chiến thuật thường được sử dụng ở khu vực chiến trường để tấn công quân đội và thiết bị chiến tranh, máy bay ném bom chiến lược được chế tạo để ném bom vùng đất sâu trong lãnh thổ đối phương, phá huỷ các mục tiêu chiến lược như các cơ sở quân sự chủ chốt, các nhà máy thiết yếu và các thành phố quan trọng. Máy bay ném bom chiến lược cũng có thể được sử dụng trong các nhiệm vụ mang tính chiến thuật.

## Lịch sử
xem bài Ném bom chiến lược

## Chiến tranh Lạnh và thời gian sau đó

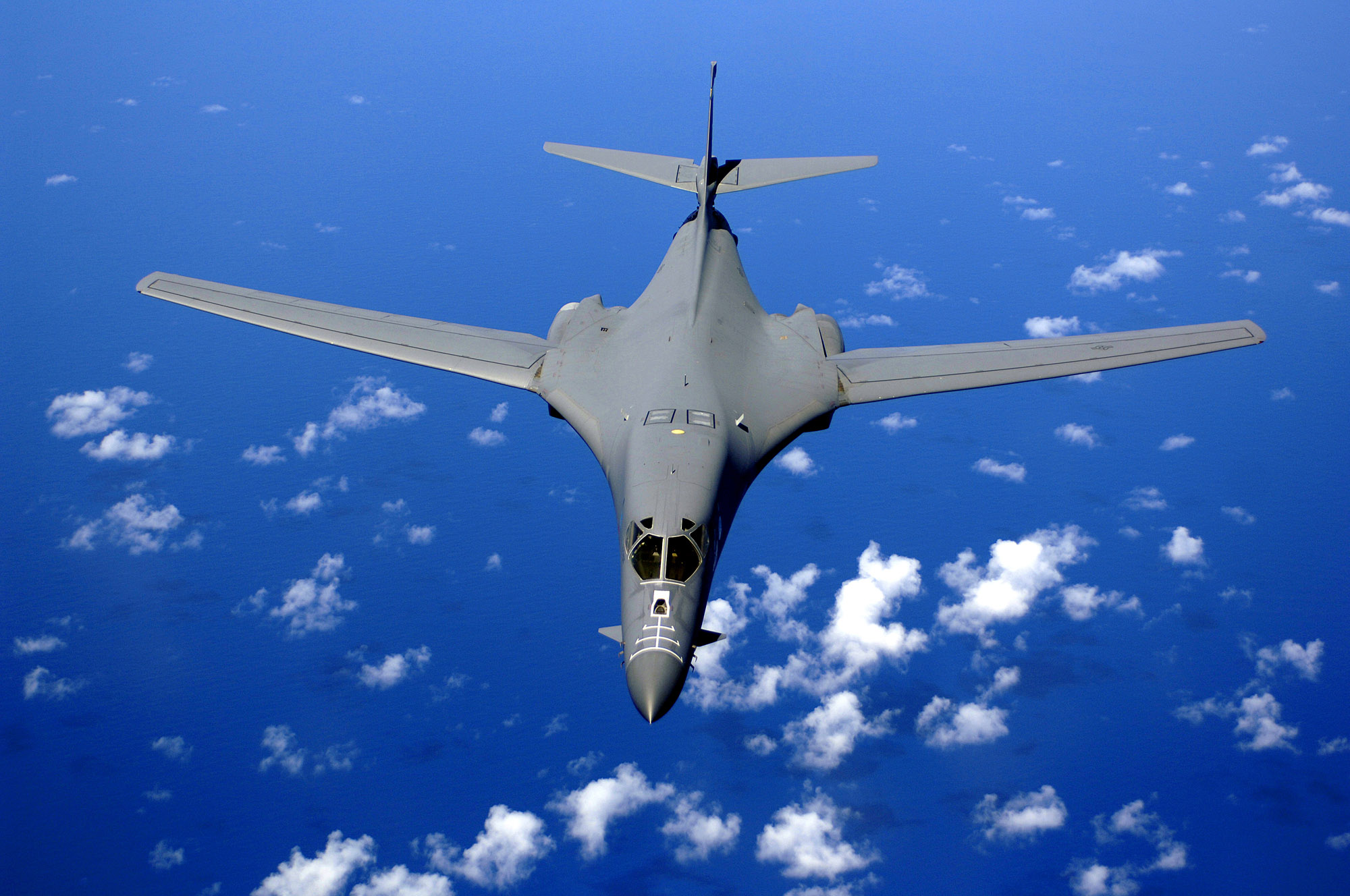
Máy bay ném bom chiến lược B-1B trên bầu trời Thái Bình Dương

Trong thời gian Chiến tranh Lạnh, cả Hoa Kỳ và Liên Xô duy trì các máy bay ném bom chiến lược sẵn sàng xuất phát ngay khi được lệnh là một phần của chiến lược răn đe hủy diệt song phương. Phần lớn máy bay ném bom chiến lược của cả hai siêu cường này được thiết kế để mang vũ khí hạt nhân. Đã có thời điểm, các siêu pháo đài bay B-52 của Hoa Kỳ có mặt đêm ngày trên bầu trời, bay trong phạm vi các địa điểm an toàn gần biên giới Liên Xô cũng như Tu-95 và Tu-160 tiếp cận các điểm tấn công vào Hoa Kỳ.
Đa số các máy bay ném bom chiến lược phát triển gần đây như B-1B, Tu-160 Blackjack và B-2 Spirit có kỹ thuật tàng hình để chống bị phát hiện. Những máy bay không được trang bị công nghệ này như B-52 hay Tu-95 vẫn được sử dụng nhờ có các tên lửa hành trình phóng từ máy bay và các vũ khí tấn công từ xa như bom có bộ phận dẫn đường. Thực tế, đội máy bay B-52 với những nâng cấp thường xuyên sẽ vẫn được duy trì kể cả khi thế hệ B-1B phát triển sau nó bị thải hồi. Gần đây, Không quân Hoa Kỳ đã đưa ra chương trình thay thế các máy bay hiện tại, các máy bay mới này sẽ thay thể cả B-52 và B-1. Đối với Không quân Nga, sẽ không có loại máy bay ném bom chiến lược mới trong 20 năm tới và các máy bay hiện tại Tu-95, Tu-142, Tu-26 và Tu-160 sẽ được nâng cấp định kỳ như đã thực hiện trong thập niên 1990.

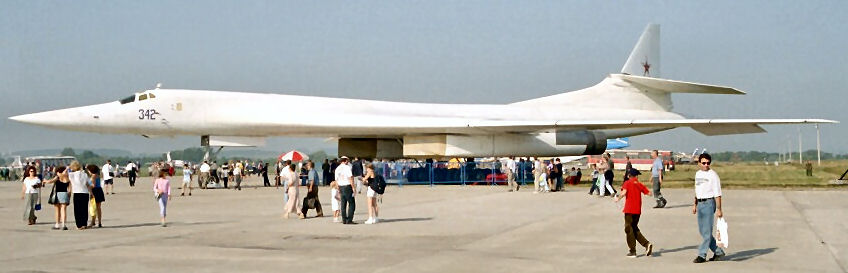
Tupolev Tu-160 trưng bày năm 2001

Trong Chiến tranh Lạnh, các máy bay ném bom chiến lược hầu như đều sẵn sàng trang bị vũ khí hạt nhân. Tuy nhiên, trong Chiến tranh Việt Nam, B-52 được sử dụng ném bom thông thường trên diện rộng từ năm 1965 đến 1972 với tần suất rất dày, đặc biệt là trong chiến dịch Linebacker II – cuộc tập kích đường không chiến lược vào miền Bắc Việt Nam cuối 1972. Chúng được dùng ném bom kiểu "rải thảm".
Từ sau Chiến tranh Lạnh, máy bay ném bom chiến lược được huy động sử dụng vũ khí thông thường. Trong chiến dịch Bão cát sa mạc, cuộc tấn công phiến quân Taliban ở Afghanistan và tấn công Iraq năm 2003, các máy bay B-52 và B-2 của Mỹ được đóng cả vai trò chiến thuật và chiến lược. Trong cuộc chiến tại Afghanistan 1979-1988, nhiều máy bay Tu-90, Tu-16 thực hiện ném bom ồ ạt tại nhiều vùng của nước này.

## Những máy bay ném bom chiến lược đáng chú ý

### Chiến tranh Thế giới I
- Gotha G
- Anh Quốc Handley Page Type O
- Anh Quốc Handley Page V/1500
- Sikorsky Ilya Muromets
- Zeppelin Staaken R.VI
- Zeppelin

### Chiến tranh Thế giới II
- Avro Lancaster
- B-17 Flying Fortress
- B-24 Liberator
- B-29 Superfortress
- Handley Page Halifax
- Petlyakov Pe-8
- Short Stirling
- Heinkel He 177

### Chiến tranh Lạnh
- Avro Vulcan
- B-36 Peacemaker
- B-47 Stratojet
- B-50 Superfortress
- B-52 Stratofortress
- B-58 Hustler
- Dassault Mirage IV
- FB-111A - phiên bản mang vũ khí hạt nhân của F-111 Aardvark
- Handley Page Victor
- Myasishchev M-4
- Tupolev Tu-4
- Tupolev Tu-16
- Tupolev Tu-95
- Tupolev Tu-22M
- Vickers Valiant
- Xian H-6 (một bản sao chép của  Tupolev Tu-16)

### Hậu chiến tranh Lạnh
- B-1 Lancer
- B-2 Spirit
- B-52 Stratofortress
- Tupolev Tu-95
- Tupolev Tu-22M
- Tupolev Tu-160
- Xian H-6 (một bản sao chép của  Tupolev Tu-16)

### Tương lai
- Có thể Nga và Trung Quốc sẽ có dự án nghiên cứu máy bay ném bom chiến lược mới.
- Một máy bay ném bom tương lai của USAF sẽ bổ sung vào phi đội hiện nay (và sẽ thay thế chỗ của tất cả số B-52 hay thậm chí là một phi đội B-1); máy bay được hy vọng sẽ đưa vào hoạt động trong năm 2018.